# Librería Antártica
Librería Antártica o Antártica Libros (Antártica Ltda.) es la cadena de librerías más grande de Chile. Comercializa literatura, libros técnicos y escolares. También se dedica a la venta de discos, casetes, DVD y videos, además de artículos de oficina y escritorio. Su central se encuentra en la ciudad de Santiago. Posee sucursales en grandes centros comerciales como Costanera Center, Parque Arauco y Portal Temuco.

## Historia
Nació en 1958 como una importadora y distribuidora de libros. Luego, se amplió también a revistas. En 1977, se levantó su imprenta, que hoy es una de las más grandes del país. En 1979, se creó la Editorial Antártica; y en 1981, la Librería Antártica, la que se ha convertido en la más importante del rubro en Chile.